# Manolo Alarcon de los Santos

Bischofswappen von Manolo Alarcon de los Santos

Manolo Alarcon de los Santos (* 5. August 1947 in Basud, Philippinen) ist ein philippinischer Geistlicher und emeritierter römisch-katholischer Bischof von Virac.

## Leben
Manolo Alarcon de los Santos empfing am 7. Mai 1974 das Sakrament der Priesterweihe für das Erzbistum Caceres.
Am 12. August 1994 ernannte ihn Papst Johannes Paul II. zum Bischof von Virac. Der Präfekt der Kongregation für den Klerus, José Kardinal Sánchez, spendete ihm am 12. September desselben Jahres die Bischofsweihe; Mitkonsekratoren waren der Apostolische Nuntius auf den Philippinen, Erzbischof Gian Vincenzo Moreni, und der Erzbischof von Caceres, Leonard Zamora Legaspi OP.
Papst Franziskus nahm am 29. Februar 2024 seinen altersbedingten Rücktritt an.